# Space: 1999
Space: 1999 fue una serie televisiva británica de ciencia ficción, producida por ITC Entertainment y RAI y emitida de 1975 a 1977. Esta fue la serie más cara producida para la televisión británica hasta ese momento. Con los años, se transformó en serie de culto en su género.

## Descripción
En el episodio de apertura, los residuos nucleares de la Tierra que se guardaban en el lado oculto de la Luna durante varios años, llevados de la Tierra a la Luna con misiones espaciales y controlados desde una base lunar llamada Base Lunar Alfa, estallan en un catastrófico accidente el 13 de septiembre de 1999. El accidente afecta el campo electromagnético de la Luna por la energía almacenada en los silos donde guardaban los residuos nucleares, explotan y saca al satélite fuera de órbita junto con los 311 habitantes de la base, por el empuje provocado al romper la inercia de la Luna. Como consecuencia, la Luna se aleja de la órbita del planeta Tierra, viaja a toda velocidad y sin control por el espacio exterior y fuera del sistema solar, cada vez a más velocidad, con los científicos que operaban la base lunar y las naves que fueron utilizadas para transportar los residuos nucleares a la Luna.
El satélite se transforma en una especie de nave espacial gigante y sin rumbo a través de la galaxia, y a lo largo de la serie se viven diferentes peripecias, encuentros con otras culturas y formas de vida en el universo, peligros, aventuras y problemas que se deben afrontar durante varios años, hasta que agotan su capacidad de reciclar el aire y producir alimentos en invernaderos, la base debe ser abandonada para poder perpetuar la raza humana en otro planeta.
Sus efectos especiales recuerdan en gran medida a los realizados en la película de ciencia ficción de culto 2001: Una odisea del espacio de Stanley Kubrick; sobre todo en el trabajo impecable de maquetas de vehículos y naves y la recreación del paisaje lunar.
Space: 1999 fue la última producción del matrimonio de Sylvia y Gerry Anderson, productores de las memorables series Thunderbirds, El Capitán Escarlata, El Capitán Marte y el XL5 y UFO. Tiene dos temporadas con 48 capítulos en total.

## Temporadas
Se emitieron dos temporadas de 24 episodios cada una. Aunque la primera se vendió a más de un centenar de países, en los que tuvo un éxito relativo, no logró su objetivo de venderse a las principales cadenas de televisión de Estados Unidos (NBC, ABC, etc.) sino a cadenas secundarias de EE. UU. Con el fin de atraer a estas grandes cadenas, hubo cambios en la producción de la segunda temporada: Sylvia Anderson fue sustituida por Fred Freiberger, que impuso una concepción ajena al espíritu de la primera y, según el actor principal Martin Landau: «No sentía ningún respeto por los actores, su implicación en el papel y su contribución.» Se realizaron además otros cambios: el personaje del doctor Victor Bergman fue eliminado y se añadió el más atractivo de la alienígena Maya, interpretado por Catherine Schell y con el poder de transformarse en cualquier ser viviente. Paul Morrow, el jefe de seguridad de la primera temporada, fue sustituido por otro, Tony Verdeschi. Estas desapariciones nunca fueron explicadas argumentalmente. Además la RAI se separó de esa segunda temporada y bajaron los presupuestos por cada episodio: a 185 000 dólares cada uno frente a los 235 000 de la primera. Eso repercutió en su continuidad. El público especializado prefirió la primera temporada a la segunda a causa de sus guiones, más profundos y filosóficos y porque la segunda se centraba más en el espectáculo y los efectos especiales.

## Actores

### De ambas temporadas
- Martin Landau, como comandante John Koenig.
- Barbara Bain, como doctora Helena Russell.
- Nick Tate, como Alan Carter.
- Zienia Merton, como Sandra Benes.

### De la primera temporada
- Barry Morse, como profesor Victor Bergman.
- Prentis Hancock, como Paul Morrow.
- Clifton Jones, como David Kano.
- Anton Phillips, como doctor Bob Mathias. También aparecía al comienzo de la segunda temporada.
- Suzanne Roquette, como Tanya Alexander.
- Barbara Kelly, como voz del ordenador de Alpha.

### De la segunda temporada
- Catherine Schell, como Maya.
- Tony Anholt, como Tony Verdeschi.
- John Hug, como el piloto Bill Fraser.
- Yasuko Nagazumi como Yasko.

## Difusión internacional
La serie fue emitida en unos 96 países entre 1975 y 1979. Entre los países hispanohablantes, algunos ejemplos son los siguientes:
- Cosmos 1999 fue el título en Argentina, Bolivia, Chile, Colombia, Ecuador, Honduras, Paraguay, Perú y Uruguay
- Espacio: 1999 fue el título en España y en Venezuela
- Odisea 1999 fue el título en México

En otros países:
- Reino Unido, Canadá, Australia y Estados Unidos: Space: 1999
- Alemania Occidental: Mondbasis Alpha 1
- República Democrática Alemana: Mondbasis Alpha 1
- Brasil y Portugal: Espaço: 1999
- Canadá (doblaje en francés): Cosmos 1999
- Corea del Sur: Space: 1999
- Dinamarca: Månebase Alpha
- Finlandia: Avaruusasema Alfa
- Francia: Cosmos 1999
- Grecia: Διάστημα 1999 (léase Diastima 1999)
- Hungría: Alfa holdbázis
- Italia: Spazio: 1999
- Japón: スペース1999 (léase Supeesu 1999)
- Polonia: Kosmos 1999
- Singapur: Space: 1999
- Sudáfrica (doblaje en afrikáans): Alpha 1999
- Suecia: Månbas Alpha 1999
- Turquía: Uzay 1999
- Unión Soviética: Космос: 1999 (léase Cosmos: 1999)

## Curiosidades
Se emitió en su momento en España con doblaje a español de España por RTVE. Pero posteriormente ha "desaparecido" esa versión: todas las comercializaciones en CD y DVD existentes están en español de México. Cuando la empresa Atresmedia quiso emitir de nuevo la serie en 1990 con el doblaje de España no lo encontró y emitió toda la serie con el doblaje de México. 